# Domeciidae
De Domeciidae is een familie uit de superfamilie Trapezioidea van de infraorde krabben (Brachyura).

## Systematiek
De Domeciidae omvat volgende geslachten:
- Cherusius Low & Ng, 2012
- Domecia Eydoux & Souleyet, 1842
- Maldivia Borradaile, 1902
- Palmyria Galil & Takeda, 1986

## Uitgestorven
- Archaeopus  †  Rathbun, 1908
- Costacopluma  †  Collins & Morris, 1975
- Cristipluma  †  Bishop, 1983a
- Loerentheya  †  Lőrenthey, 1929
- Loerenthopluma  †  Beschin, Busulini, De Angeli & Tessier, 1996
- Retrocypoda  †  Vía, 1959